# روزان آوتیکیان
روزان آوتیکیان (ارمنی: Ռուզան Ավետիքյան؛ انگلیسی: Rouzan Avetikyan زادهٔ ۱۲ ژانویهٔ ۱۹۷۸) خواننده و بازیگر اهل ارمنستان است.

## زندگی‌نامه
وی در ۱۲ ژانویه ۱۹۷۸ در ایروان به دنیا آمد و از مدرسه موسیقی سایات‌نووا و کنسرواتوار دولتی کومیتاس ایروان (۲۰۰۱) فارغ‌التحصیل گشت. وی در کالج موسیقی دولتی آرنو باباجانیان (2001) و کنسرواتوار دولتی کومیتاس ایروان (۲۰۰۸) فعالیت کرده است.

## یادداشت
1. ↑  State Musical Pedagogical College after Arno Babajanyan